# Панамериканский чемпионат по борьбе 1986
Панамериканский чемпионат по борьбе 1986 года проходил с 18 по 20 сентября в Колорадо-Спрингс (США). Состязания проходили только среди мужчин, участники соревновались как в вольной, так и в греко-римской борьбе.

## Общий медальный зачёт
| Место | Страна   | Золото | Серебро | Бронза | Всего |
| ----- | -------- | ------ | ------- | ------ | ----- |
| 1     | США      | 11     | 3       | 6      | 20    |
| 2     | Куба     | 7      | 9       | 2      | 18    |
| 3     | Канада   | 2      | 3       | 7      | 12    |
| 4     | Мексика  | 0      | 2       | 2      | 4     |
| 5     | Перу     | 0      | 2       | 1      | 3     |
| 6     | Бразилия | 0      | 1       | 0      | 1     |
| 7     | Панама   | 0      | 0       | 1      | 1     |
| Всего | Всего    | 20     | 20      | 19     | 59    |

## Медалисты

### Греко-римская борьба
| Вес       | Золото                | Серебро          | Бронза          |
| --------- | --------------------- | ---------------- | --------------- |
| до 48 кг  | Рейнальдо Хименес     | Роберт Стеррикер | Мигель Ирене    |
| до 52 кг  | Педро Роке            | Хуан Кортес      | Льюис Доррэнс   |
| до 57 кг  | Амадорис Гонсалес     | Роберт Херманн   | Рамон Менья     |
| до 62 кг  | Андрес Хименес        | Гонсало Коо      | Айзек Андерсон  |
| до 68 кг  | Дуглас Йитс           | Альфредо Висет   | Эндрю Серас     |
| до 74 кг  | Виктор Ромеро         | Рик Доув         | Джим Миллер     |
| до 82 кг  | Кристофер Ли Катальфо | Хуан Конде       | Джанни Буоно    |
| до 90 кг  | Гильермо Крус         | Хосе Соуза       | Майкл Кэролан   |
| до 100 кг | Джеймс Джонсон        | Милиан Эктор     | Стефен Маршалл  |
| до 130 кг | Артуро Диас           | Крэйг Питтмэн    | Мигель Самбрано |

### Вольная борьба
| Вес       | Золото         | Серебро           | Бронза                  |
| --------- | -------------- | ----------------- | ----------------------- |
| до 48 кг  | Филип Огэн     | Альфредо Лейва    |                         |
| до 52 кг  | Джек Куво      | Виктор Диас       | Габриэль Мендес         |
| до 57 кг  | Кеннет Чертов  | Роберт Доусон     | Рафаэль Торрес Аграмонт |
| до 62 кг  | Джек Нисикава  | Рай Рамирес       | Джон Лумис              |
| до 68 кг  | Джон Джиура    | Миммо Марелло     | Ласаро Ласо             |
| до 74 кг  | Нейт Карр      | Гальдино Родригес | Кен Брэдфорд            |
| до 82 кг  | Джон Лундберг  | Орландо Эрнандес  | Грегори Эджелоу         |
| до 90 кг  | Дуэйн Голдмэн  | Роберто Лимонта   | Серж Марсиль            |
| до 100 кг | Дэн Северн     | Рафаэль Гомес     | Джон Хартунг            |
| до 130 кг | Моррис Джонсон | Алексис Видо      | Гэйвин Карроу           |